# Andrew Jackson Downing

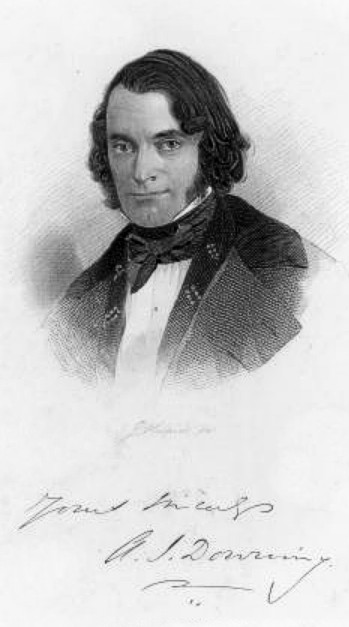
Andrew Jackson Downing.

Andrew Jackson Downing, född 31 oktober 1815 i Newburgh, New York, död 28 juli 1852, var en amerikansk hortikultör. Han var bror till Charles Downing. 
Downing anses ha varit en av Amerikas mest framstående trädgårdsmän på sin tid. Jämte Frederick Law Olmsted ses han som den förste landskapsarkitekten. Särskilt betraktas hans verksamhet för införande av enkelhet och smak inom trädgårdsanläggningens område ha varit epokgörande. Han ägnade sig även med framgång åt pomologiska studier och utgav The fruits and fruittrees of America (1845; flera upplagor), som torde vara det mest kända amerikanska verket inom sitt ämne. Downings övriga mer bekanta skrifter är: Treatise on the theory and practice of landscape gardening (1841), Cottage residences (samma år), Rural essays (postumt). Åren 1846-1852 utgav Downing tidskriften "The horticulturist".